# Christian Fuchs
Christian Fuchs (Neunkirchen, 1986. április 7. –) osztrák válogatott labdarúgó, posztját tekintve hátvéd.

## Sikerei, díjai
Schalke 04
- Német kupa (1): 2010–11
- Német szuperkupa (1): 2011

 Leicester City
- Angol bajnok (1): 2015-16
- Angol kupa (1): 2020-21

## Külső hivatkozások
- Hivatalos weboldal
- Christian Fuchs adatlapja a Soccerway oldalon (angolul)
- Transfermarkt profil